# Pikmin 2
é um jogo eletrônico de estratégia desenvolvido pela Nintendo para o Nintendo GameCube. Foi lançado no Japão em 29 de abril de 2004, na América do Norte em 30 de agosto de 2004 e na Europa em 8 de outubro de 2004.
É a sequência de Pikmin, também lançado para o GameCube. O jogo foi considerado uma melhoria da primeira versão.

## Jogabilidade
A jogabilidade em Pikmin 2 envolve o uso de diferentes combinações de Pikmin para resgatar diversos tesouros da superfície do planeta. Esse tesouros variam de baterias a iogurtes. Diferentes barreiras e inimigos são encontrados para dificultar ao jogador a recuperação dos tesouros. O jogador deve considerar cada cor dos Pikmin e quanto dessas cores serão necessárias para completar certo desafio. A dificuldade é traçada pelo fato de que não mais de 100 Pikmin podem ser jogados ao mesmo tempo.
O jogador tem um dia como tempo para jogar, o qual em tempo real equivale a 15 minutos. Desafios típicos do jogo incluem derrotar inimigos, construir pontes, destruir paredes, ou remover obstáculos.

### Diferenças de Pikmin
Existem diversas diferenças entre Pikmin e Pikmin 2. Uma delas é a eliminação do limite de 30 dias imposta durante os cursos do primeiro jogo Pikmin. Em Pikmin 2, o jogador deve continuar procurando pelos tesouros por quantos dias forem necessários. O jogo possui 201 peças de tesouros colecionáveis, em oposição às 30 partes disponíveis no primeiro Pikmin.
A adição de sprays foi outra nova disponibilidade em Pikmin 2. O spray vermelho aumenta a velocidade e a força do Pikmin. O spray roxo transforma os inimigos em rochas. Surgiram também duas novas cores de Pikmin: o roxo, que é 10 vezes mais forte que os outros e o branco que é imune a veneno e pode encontrar tesouros enterrados.
Em Pikmin 2 houve o notável aumento de velocidade de se jogar os Pikmin e a maior agilidade ao colhê-los do chão. Também houve a adição de dois novos personagens jogáveis: Louie, um novato, e o presidente da empresa onde Olimar trabalha.

### Modos
- Story Mode (modo principal)
- 2 Player Battle (batalha entre 2 jogadores)

Challenge Mode (modo de desafio. Nota: desbloqueado ao conseguir um certo tesouro no jogo.)

## Tesouros

### Série Suculenta
- Granada de Cupido (uma Cereja, encontrada no sub-nível 4 do ''Buraco Snagret'').
- Amora de Por do Sol (um Morango pequeno, encontrada no território principal de ''Despertar de Madeira'').
- Amora Combustão (Um Morango grande, encontrada no sub-nível 2 do ''Buraco Snagret'').
- Semente da Ganância (uma Castanha, encontrada dentro de um Bulborg Laranja na ''Selva Melancólica'').
- Delicadeza Disfarçada (uma metade de um Kiwi, encontrada no primeiro andar da ''Toca dos Sonhos'' na ''Selva Melancólica'').
- Condomínio de Inseto (uma Maça, encontrado dentro de um Bulblax Flamejante no sub-nível 5 da ''Toca dos Sonhos'').
- Caroço Cítrico (uma Tanjerina, encontrada no sub-nível 1 da ''Caverna Emergente'').

### Série Doce da Natureza
- Doçura Espinhosa Alienígena (uma Alcachofra, encontrada no ''Vale do Repouso'').
- Broto Ansioso (um Broto de Bambu, encontrado enterrado no sub-nível 5 do ''Reino Bulblax'').
- Criança da Terra (uma Batata, encontrada enterrada no sub-nível 3 da ''Caverna do Caos'').
- Nugget de Amor (Um Tomate, encontrado no sub-nível 1 da ''Citadela de Aranhas'').
- Vegetal Infernal (Um Pimentão Verde, encontrado no sub-nível 3 da ''Caverna do Caos'').
- Fungo Anti-Soluço (Um Cogumelo Guarda-Sol, encontrado perto da ''Toca dos Sonhos'' na ''Selva Melancólica'').
- Cogumelo Tóxico (Um Cogumelo Chapéu-de-Cobra, encontrado enterrado no sub-nível 4 do ''Jardim Flor Branca'').
- Cresçagumelo (Um Cogumelo Marrom, encontrado enterrado na ''Caverna do Caos'').
- Réplica de Cebola (Uma Cebola, encontrada na ''Piscina Perplexa'', atrás do local de pouso).

### Série Xenoflora
- Projeto de Ciência (Um Trevo-de-quatro-folhas, encontrado no sub-nível 6 no ''Buraco Snagret'').
- Bulbo Peregrino (Um Bulbo de Amaryllis ou o bulbo de uma Tulipa, encontrado enterrado em um vaso de flor no ''Despertar de Madeira'').
- Frivo Arboreal (Um Bordo-Japonês, encontrada no sub-nível 4 na ''Sala de Chuveiro'').
- Espiral Conífero (Uma Pinha, encontrada atrás de uma Larva de Canhão Blindada na ''Selva Melancólica'').
- Noz Blindada (Uma Bolota pequena, encontrada dentro de um Crisântemo Ambulante na ''Selva Melancólica'').
- Noz Corpulenta (Uma Bolota grande,encontrada em um canto do sub-nível 1 do ''Buraco de Heróis'').

### Série Gourmet
- Carne de Campeãs (Um corte bem fino de Presunto, encontrado no sub-nível 6 da ''Cozinha do Glutão'').
- Alimento Horrível (Um grande Ovo frito, encontrado no sub-nível 6 da ''Cozinha do Glutão'').
- Sacola de Carne (Uma Salsicha grelhada, encontrada no sub-nível 3 no ''Buraco Snagret'').
- Sensação do Paladar (Um Oniguiri, encontrado no sub-nível 2 no ''Buraco Snagret'').
- Tripla Ameaça Açucarada (Um Dango, encontrado no sub-nível 6 no ''Buraco Snagret'').

### Série Guloseimas
- Biscoito Atraente (Um Biscoito de Baunilha, encontrada atrás de uma parede no sub-nível 3 no ''Castelo Imerso'').
- Biscoito Impenetrável (Um Biscoito de Chocolate, encontrado dentro de um Asoprohog Inchado no sub-nível 7 na ''Caverna do Caos'').
- Isca de Inseto (Um Biscoito achatado de Baunilha, encontrado dentro de um Bulblax Flamejante no sub-nível 1 no ''Castelo Imerso'').
- Biscoito Imperativo (Um Biscoito com um espiral de Canela, encontrada no sub-nível 2 na ''Cozinha do Glutão'').
- Biscoito Conforto (Um Biscoito de forma de Xadrez pequeno, encontrado dentro de um Bulbmin Adulto no sub-nível 2 no ''Castelo Imerso'').
- Colchão Suculento (Um Biscoito de forma de Xadrez grande, encontrado no sub-nível 3 no ''Castelo Imerso'').
- Rei das Doçuras (Uma Trufa de Chocolate, encontrada no sub-nível 4 na ''Citadela de Aranhas'').
- Esmalte Explosivo (Um Cupcake de chocolate com uma Amêndoa, encontrado no sub-nível 1 na ''Citadela de Aranhas'').
- Desgraça das Dietas (Uma Trufa de Morango, encontrada no sub-nível 1 no ''Castelo Imerso'').
- Paixão Pálida (Uma Trufa de Pistache, encontrada dentro de um Besouro de Pedra Iridescente no sub-nível 4 no ''Castelo Imerso'').
- Beleza Branca (Uma Trufa de Chocolate Branco chuviscada com xarope de Chocolate, encontrada no sub-nível 4 na ''Cozinha do Glutão'').
- Almofada de Chocolate (Um Donut coberto de Chocolate, encontrado no sub-nível 2 no ''Castelo Imerso'').
- Doce Sonhador (Um Donut coberto de Morango, encontrado no sub-nível 6 na ''Cozinha do Glutão'').
- Aro de Confecção (Um Baumkuchen, encontrado no sub-nível 2 no ''Castelo Imerso'').
- Roda Docinho (Um Donut Açucarado, encontrado no sub-nível 1 no ''Castelo Imerso'').

### Série Paleontologia
- Abóbora Possuída (Um Jack-O'-Lantern, encontrado no sub-nível 8 na ''Toca dos Sonhos'').
- Ursídeo Fossilizado (Uma Escultura de madeira de um Urso pescando, encontrado no ''Vale do Reposo'').
- Fóssil Colossal (Um Crânio de Chimpanzé, encontrado no sub-nível 6 no ''Reino Bulblax'').
- Folha Leviatã (Uma Pena, encontrada no sub-nível 1 no ''Buraco Snagret'').
- Concha Olimarnite (Um Fóssil de Ammnoidea, encontrado enterrado no sub-nível 3 no ''Reino Bulblax'').
- Delicadeza Fortificada (Uma concha de Búzio, encontrada enterrada abaixo de uma pedra na ''Sala de Chuveiro'').
- Concha Deliciosa (Uma metade de cima de uma concha de Vieira, encontrada no sub-nível 3 na ''Sala de Chuveiro'').
- Concha Memorial (Uma metade de baixo de uma concha de Vieira, encontrada no sub-nível 3 na ''Citadela de Aranhas'').
- Restos Desconhecidos (Uma garra de Caranguejo, encontrado dentro de um Emperador Bulblax no sub-nível 4 na ''Caverna do Caos'').

### Série Segredos da Antiguidade
- Rei de Cristal (Um cristal de Quartzo, encontrado no sub-nível 4 no ''Reino Bulblax'').
- Esfera Futurística (Uma Bola de Cristal, encontrada dentro de um Jellyfloat Manchado Melhor no sub-nível 6 na ''Toca dos Sonhos'').
- Estatua Gyroid (Uma Haniwa, representando os ''Gyroids'' da série Animal Crossing, encontrado no sub-nível 6 no ''Reino Bulblax'' atrás de fogo).
- Mérito Desconhecido (Uma moeda de Iene, encontrado dentro de um Wollywog no sub-nível 4 no ''Reino Bulblax'').
- Elemento Brilhante (Uma Moeda Dourada, encontrada dentro do Snagret Empilhado no sub-nível 4 no ''Buraco dos Heróis")
- Elemento Espelhado (Uma Moeda Prateada, encontrada no sub-nível 4 na "Toca dos Sonhos").

### Série Arsenal do Cozinheiro
- Prato Vorpal (Uma Tampa Dobrada de uma Lata de Alumínio, encontrada em um canto no sub-nível 3 na "Sala de Chuveiro").
- Invigorador (Uma Caneca Azul virada de cabeça para baixo, encontrada no sub-nível 4 na "Cozinha do Glutão").
- Banheira de Leite (Um copinho de Creme de Café, encontrado no sub-nível 4 na "Caverna do Caos").
- Extractor Sem Piedade (Um Espremedor Manual, encontrado em um canto no sub-nível 1 na "Sala de Chuveiro).
- Mestre de Comida Quebrado / Ferramento de Cozinha Divino (Uma Concha quebrada, pode ser encontrada no sub-nível 5 ou sub-nível 1 na "Sala de Chuveiro").
- Pura Sucata (Uma Lata de Refrigerante esmagada, encontrada em um canto distante, bloqueado por um saco de papel no "Vale do Reposo").

### Série Artista Torturado
- Gosma Decorativa (Um Tubo de Tinta Azul do Mario já usado, referenciando Mario Paint. encontrado no "Despertar de Madeira" perto da Cebola Azul).
- Instrumento do Mestre (Um Pastel rotulado como "Rosa Pêssego", Uma referência a Princesa Peach da série do Super Mario, encontrado dentro de uma caixa no sub-nível 1 na "Cozinha do Glutão").
- Honra Manual (Um Apontador de Lápis Circular Vermelho, encontrado encima de uma torre no sub-nível 2 na "Toca dos Sonhos")
- Implementar de Labuta (Um Lápis curto com as duas pontas apontadas, encontrado no sub-nível 2 na "Toca dos Sonhos").
- Magnetizador de Trabalho Pesado (Um Ímã de forma de ferradura, encontrado dentro de uma Larva de Canhão Blindada no sub-nível 4 no "Buraco Snagret").
- Sintetizador Harmônico (Uma Castanhola, encontrada em uma alcova no sub-nível 3 na "Cozinha do Glutão").
- Apito Imperador (Um Apito de Metal, encontrado dentro de um Besouro Antena no sub-nível 5 no "Buraco Snagret").
- Direcionador de Destino (Uma Bússola com o vidro quebrado mas ainda funcionando, encontrada em uma alcova no sub-nível 3 na "Cozinha do Glutão").

### Série Amenidades Modernas
- Gerador de Espuma (Uma barra de Sabão, encontrado no sub-nível 2 na "Sala de Chuveiro").
- Fogo de Amanhã (Uma Caixa de Fósforos com um palito dentro, sua imagem sendo uma referência o vilão de Super Mario 'Bowser', encontrado no sub-nível 4 na "Citadela de Aranhas").
- Impedimento Flagelado (Um Abridor de Garrafas, encontrado encima de um tronco na "Piscina Perplexa").
- Cortador Dimensional (Um Abridor de Latas, encontrado dentro de um Bulblax Flamejante no sub-nível 9 no "Buraco dos Heróis").

## Recepção
Pikmin 2 foi considerado como uma grande melhora da primeira versão do jogo, sendo eleito o 47° melhor jogo já feito pela Nintendo na lista de 200 melhores feita pela Nintendo Power.
- Notas dadas ao jogo por sites e revistas especializadas:

| Agregador      | Pontuação | Referências |
| -------------- | --------- | ----------- |
| Nintendo Power | 98        | [ 2 ]       |
| IGN            | 93        | [ 3 ]       |
| GameSpot       | 92        | [ 2 ]       |
| 1UP.com        | 90        | [ 4 ]       |